# Bukovec (powiat Domažlice)
Bukovecⓘ – wieś i gmina w Czechach, w powiecie Domažlice, w kraju pilzneńskim. Według danych z dnia 1 stycznia 2014 liczyła 91 mieszkańców.